# Château de l'Etergne
Le château de l'Etergne est situé dans la commune de Saint-Geoire-en-Valdaine, en France.

## Situation
Le château est situé dans la commune de Saint-Geoire-en-Valdaine, dans le département de l'Isère et la région Auvergne-Rhône-Alpes. 

## Description
La demeure de l'Etergne, la plus ordinaire des châteaux du bourg avec ses tours carrées, et appartenait en son temps à la famille des Pascalis.

## Historique
La région de Saint-Geoire se caractérise par une forte résistance à l'influence huguenote, qui se développe autour de Grenoble. Saint-Geoire est un fief catholique et le restera : en 1590, une armée de 80 huguenots grenoblois armés d'arquebuses assaillent la maison forte de Saint-Geoire, qui résiste seule puis avec le concours des habitants de Virieu, conduits par leur châtelain[réf. souhaitée]. 